# Jun’ya Suzuki (Fußballspieler, Januar 1996)
Jun’ya Suzuki (jap. 鈴木 準弥, Suzuki Jun'ya; * 7. Januar 1996 in Numazu, Präfektur Shizuoka) ist ein japanischer Fußballspieler.

## Karriere
Nach seinen Anfängen in der Jugend der Vereine Ashitaka Soccer Sports Boy Scouts, Azul Claro Numazu, ACN Júbilo Numazu, Shimizu S-Pulse und Waseda University wechselte er in der Winterpause 2018 in die 3. Liga zum VfR Aalen. Dort kam er auch zu seinem ersten Profieinsatz, als er am 18. Februar 2018, dem 25. Spieltag, beim 1:0-Auswärtssieg gegen den FC Rot-Weiß Erfurt in der 90. Spielminute für Marcel Bär eingewechselt wurde. Nach der Saison wurde sein Vertrag in Aalen nicht verlängert. Von Juli 2018 bis Dezember 2018 war er vertrags- und vereinslos. Anfang 2019 ging er wieder nach Japan. Hier unterschrieb er einen Vertrag bei Fujieda MYFC. Der Verein aus Fujieda spielte in der dritten japanischen Liga, der J3 League. Nach einer Saison wechselte er Anfang 2020 zum Ligakonkurrenten Blaublitz Akita nach Akita. Mit Blaublitz feierte er 2020 die Meisterschaft der dritten Liga und den Aufstieg in die zweite Liga. Nach insgesamt 53 Ligaspielen wechselte er im Juli 2021 zum Erstligisten FC Tokyo. Nach 13 Erstligaspielen wechselte er im Sommer 2023 zum Zweitligisten FC Machida Zelvia. Am Ende der Saison 2023 feierte er mit Machida die Zweitligameisterschaft sowie den Aufstieg in die erste Liga. Nach insgesamt 42 Ligaspielen unterschrieb er im Januar 2025 einen Vertrag beim Erstligaaufsteiger Yokohama FC.

## Erfolge
Blaublitz Akita
- Japanischer Drittligameister: 2020  ▲

FC Machida Zelvia
- Japanischer Zweitligameister: 2023  ▲